# Січковський Георгій Євгенович
Січковський Георгій Євгенович — (* 10 жовтня 1924, с. Товтри, тепер Заставнівського району Чернівецької області — 30 березня 1998, м. Чернівці) — український співак. Самотужки оволодів музичною грамотою. З 1945 р. — соліст Чернівецької обласної філармонії.

## Пісні в його виконані
- «Тандріта»;
- «Ой, кувала зозуленька»;
- «З того кута на той кут»;
- «Як ішов солдат додому»;
- «Твоя мати говорила»…

## Гастролі
- З колективом Буковинського ансамблю Січковський виступав у Польщі, Румунії, Фінляндії, Чехословаччині, Росії, США, Канаді, Італії, Німеччині, Бельгії та інших країнах світу.

## Відзнаки
- Почесна грамота Президії Верховної Ради УРСР (1965);
- Медаль «За доблесну працю» (1970);
- Заслужений артист УРСР (1973).